# Nostra Terra
|  | Aquest article tracta sobre la revista nord-catalana. Si cerqueu la revista mallorquina, vegeu «La Nostra Terra». |

Nostra Terra fou una revista catalanista creada l'estiu de 1936 a la Catalunya del Nord per Alfons Mias i Lluís Bassede. Fou l'òrgan de la Joventut Catalanista de Rosselló, Vallespir, Cerdanya, Conflent i Capcir.